# Francesc de Paula Nebot i Torrens

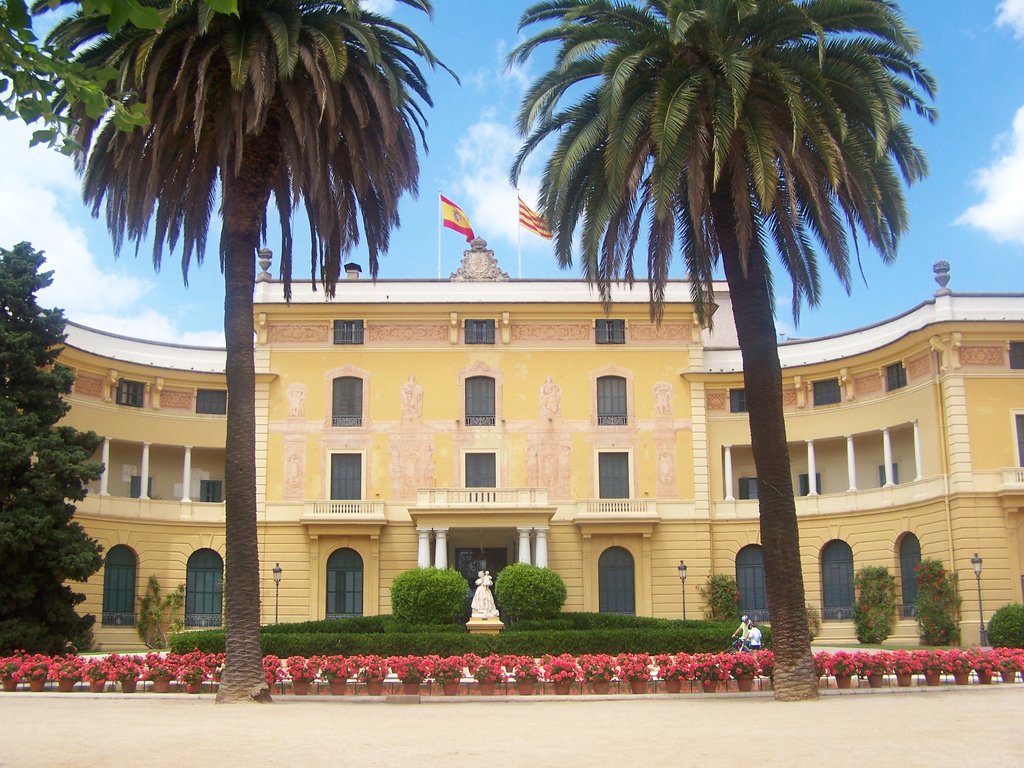
Palau Reial de Pedralbes

Francesc de Paula Nebot i Torrens (Barcelona, 11 de juliol de 1883 - ídem, 1965) fou un arquitecte català.

## Biografia
Va néixer al carrer Alt de Sant Pere de Barcelona, fill de Francesc de Paula Nebot i Cantí, metge, natural de Barcelona, i d'Elisa Torrens i Cuyàs, natural de la Vila de Gràcia.
Titulat el 1909, fou catedràtic de l'Escola d'Arquitectura de Barcelona (1912), vocal tècnic del Consell d'Investigacions Pedagògiques de la Diputació de Barcelona (1913), director de l'Escola d'Arquitectura de Barcelona (1923-1936 i 1940-1953), tinent d'alcalde d'Obres Públiques de l'Ajuntament de Barcelona -càrrec per al qual realitzà el projecte de la plaça Catalunya (1924-1926)- i president del Gabinet Tècnic de la Junta d'Obres de la Universitat de Barcelona (1952). També fou professor de l'Escola Superior d'Agricultura de Barcelona.
Fou autor de la remodelació del Palau Reial de Pedralbes, junt a Eusebi Bona (1919-1924). D'estil noucentista, es va destacar en edificis públics: Cinema Coliseum (1922-1923), façana de la Telefónica (1927); i edificis d'habitatges: Muntaner 393 (1917), que va obtenir una menció en el concurs anual d'edificis artístics del 1918; Rambla Catalunya 50 (1920), Passeig de Gràcia 77 (1923), Balmes 360 (1934-1936), Balmes 368 (1947).
El 1936 va projectar un nou edifici anomenat "The Lido" al solar del Palau Robert, però el projecte es va cancel·lar, i posteriorment, l'any 1944, va constituir una societat per construir en el mateix indret un hotel i sala d'espectacles.